# Рио-Пико
Рио-Пико (исп. Rio Pico) — город в департаменте Теуэльчес провинции Чубут (Аргентина).
Известен более чем 15 озёрами, лагунами и реками, в которых можно заниматься спортивной рыбалкой. Здесь можно поймать лосося, форель и фонтиналис.

## Топонимика
Город назван в честь инженера Октавио Пико Берджесса (1837-1892).

## История
Впервые территория была исследована в 1886 году Луисом Хорхе Фонтана во время экспедиции Стрелки Чубута.
В 1903 году группа немецких иммигрантов, поселившаяся в долине реки Чубут, основала колонию Фридланд («колония мира» на немецком языке).
В 1911 году бандиты Роберт Эванс и Уильям Уилсон, сопровождающие Бутча Кэссиди, были убиты и похоронены в Рио-Пико.
4 марта 1928 года существование города было официально признано. В конце 1920-х годов в Рио-Пико была построена школа № 75 и реестр актов гражданского состояния.
Во время переписи 1933 года в городе проживало 1122 человека (817 аргентинцев и 305 иностранцев). В этом же году был построен полицейский участок. Первая комиссия по продвижению была создана в 1940 году. В 1942 году было открыто первое почтовое отделение, в 1944 году - социально-спортивный клуб Рио-Пико, в 1950 году появилась первая электросеть, а в 1987 году - телефонная связь и телевизионный ретранслятор.
Местное население занимается в основном животноводством, лесным хозяйством и производством сыров, свиных колбас и меда. В 2005 году была открыта газовая сеть и автовокзал.
В феврале 1958 года карабинеры Чили сожгли дом в попытке присвоить этот район.